# Dinner Plain
Dinner Plain est un petit village de l'État du Victoria, en Australie. Traversé par la Great Alpine Road, il est situé à 10 kilomètres du Mont Hotham et à 375 kilomètres de Melbourne.

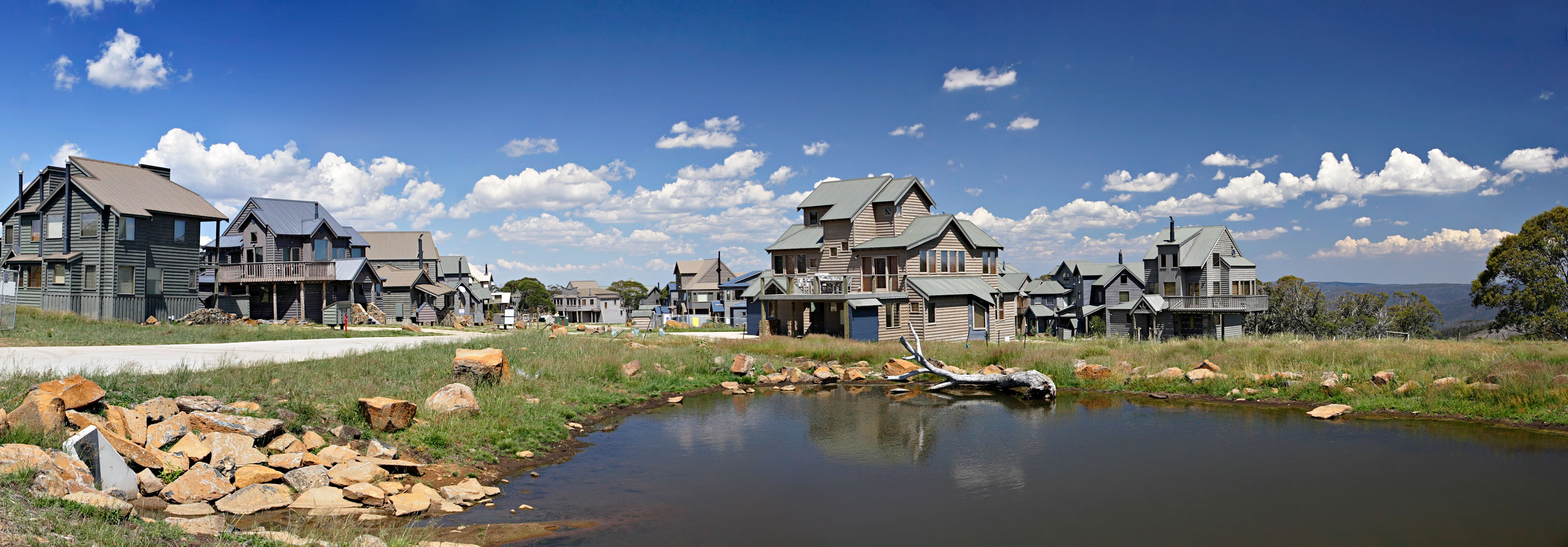
Vue panoramique de Dinner Plain